# Hainan-Hase
Der Hainan-Hase (Lepus hainanus) ist eine Säugetierart aus der Gattung der Echten Hasen innerhalb der Hasenartigen. Er ist auf der zu China gehörenden Insel Hainan endemisch.

## Merkmale
Der Hainan-Hase ist eine vergleichsweise kleine Hasenart mit einer maximalen Körperlänge von 35 bis 40 Zentimetern und einem Körpergewicht von 1,3 bis 1,8 Kilogramm. Die Ohrlänge beträgt 80 bis 100 Millimeter und die Hinterfußlänge 76 bis 96 Millimeter. Das Fell ist weich und hell gefärbt. Die Rückenseite ist sandbraun mit dunkel-kastanienbraunen und schwarzen Einfärbungen, die Körperseiten sind kastanienbraun und der Bauch ist weiß. Um die Augen besitzen die Tiere helle Augenringe, die sich nach hinten bis zum Ansatz der Ohren und nach vorn bis zur Schnauze fortsetzen. Der Schwanz hat an der Oberseite eine schwarze Streifung und ist an der Unterseite weiß. Die Füße sind hellbraun mit weißen Sprenkeln.
Verglichen mit dem Chinesischen Hasen (L. sinensis) hat er einen kleineren und mehr rundlichen Kopf und ist heller gefärbt. Das Winterfell der Art ist zudem heller als das Sommerfell.

## Verbreitung

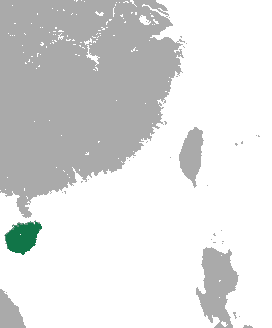
Verbreitungsgebiet des Hainan-Hasen

Der Hainan-Hase ist ein Endemit der Insel Hainan in der gleichnamigen chinesischen Provinz Hainan.

## Lebensweise
Die Art kommt vor allem im trockenen Grasland im Nord- und Südwesten der Insel vor, während der Osten der Insel weniger geeignet ist. Optimal ist flaches, trockenes Farmland mit Sträuchern oder Plantagen, während sie in landwirtschaftlich bewirtschafteten Gebieten und in den Bergen nicht vorkommen. Die Art bewohnte ursprünglich wahrscheinlich das gesamte Flachland der Insel mit Ausnahme des Nordostens bis in Höhen von etwa 300 Metern, im Jahr 1995 wurde sie jedoch nur noch im Bereich einzelner Hirschfarmen im Bereich der zentralen Westküste nachgewiesen.
Der Hainan-Hase ist nachtaktiv, wobei die Hauptaktivität nach Sonnenuntergang und am frühen Morgen besteht. Gelegentlich fressen diese Hasen auch am Tag. Wie alle Hasen ernähren sie sich vor allem von Gräsern und Kräutern. Sie graben keine Bauten und ruhen im Gras.
Daten und Beobachtungen zur Fortpflanzung sind kaum vorhanden.

## Systematik
Der Hainan-Hase wird als eigenständige Art den Echten Hasen (Gattung Lepus) zugeordnet. Die wissenschaftliche Erstbeschreibung stammt von Robert Swinhoe aus dem Jahr 1870, der ihn aus dem Umland der Hauptstadt Haikou beschrieb und bereits als eigenständige Art unter dem Namen Lepus hainanus einführte. Er wird teilweise als Unterart des Burmesischen Hasen (L. peguensis) betrachtet und je nach Analysemethode kann er sowohl als Unterart wie auch als eigenständig interpretiert werden.
Innerhalb der Art werden keine Unterarten unterscheiden.

## Gefährdung und Schutz
Die Art wird von der International Union for Conservation of Nature and Natural Resources (IUCN) seit 2016 aufgrund der Bestandsgröße als bedroht („endangered“), zuvor als gefährdet („vulnerable“), eingestuft. Die aktuelle Population wird auf 250 bis 500 Tiere geschätzt und es wird angenommen, dass auf der Insel nur noch etwa 2 km2 optimaler Lebensraum für diese Art verfügbar sind.
Der Hainan-Hase wurde in der Vergangenheit aufgrund seines Fells und des Fleisches intensiv bejagt. Die Überjagung gemeinsam mit der Ausbreitung der landwirtschaftlichen Flächen führten zu einem starken Rückgang der Tiere bis in die 1990er Jahre, wo er teilweise nur noch sehr selten nachgewiesen werden konnte und lokal ausgestorben war. Zudem wurden durch die landwirtschaftliche Nutzung sowie die Ausbreitung von Siedlungen etwa 90 % der Insel für die Art unbewohnbar und die Konkurrenz zum eingeführten Wildkaninchen (Oryctolagus cuniculus) stellt eine weitere Bedrohung für den Hainan-Hasen dar. Eine Populationszählungen im Jahr 1995 schätzte die Anzahl der Tiere an dem Fundort Da Tien auf etwa 157 Tiere pro Quadratkilometer und in Bang Xi auf 62 Tiere pro Quadratkilometer.

## Belege
1. 1 2 3 4 5 6 7 8 9 10 11  Hainan Hare. In: Stéphanie Schai-Braun, Klaus Hackländer: Family Leporidae (Hares and Rabbits). In: Don E. Wilson, T.E. Lacher, Jr., Russell A. Mittermeier (Herausgeber): Handbook of the Mammals of the World: Lagomorphs and Rodents 1. (HMW, Band 6) Lynx Edicions, Barcelona 2016, S. 129. ISBN 978-84-941892-3-4.
2. 1 2 3 4 5 6  Joseph A. Chapman, John E. C. Flux (Hrsg.): Rabbits, Hares and Pikas. Status Survey and Conservation Action Plan. (Memento des Originals vom 14. Januar 2009 im Internet Archive)  Info: Der Archivlink wurde automatisch eingesetzt und noch nicht geprüft. Bitte prüfe Original- und Archivlink gemäß Anleitung und entferne dann diesen Hinweis. (PDF; 11,3 MB) International Union for Conservation of Nature and Natural Resources (IUCN), Gland 1990. ISBN 2-8317-0019-1.
3. 1 2 3 4 5  Lepus hainanus in der Roten Liste gefährdeter Arten der IUCN 2018. Eingestellt von: A. T. Smith, Smith, C. Johnston, 2008. Abgerufen am 29. Dezember 2018.